# Clara Sanchez
Clara Sanchez (Martigues, 20 de setembro de 1983) é uma desportista francesa que competiu no ciclismo na modalidade de pista, especialista nas provas de velocidade por equipas e keirin.
Ganhou 6 medalhas no Campeonato Mundial de Ciclismo em Pista entre os anos 2002 e 2011, e duas medalhas no Campeonato Europeu de Ciclismo em Pista, ouro em 2010 e prata em 2011.
Participou em dois Jogos Olímpicos de Verão, ocupando o 5.º lugar em Pequim 2008 na prova de velocidade individual e o 4.º lugar em Londres 2012 em keirin.

## Medalheiro internacional
| Campeonato Mundial | Campeonato Mundial            | Campeonato Mundial | Campeonato Mundial     |
| Ano                | Lugar                         | Medalha            | Competição             |
| ------------------ | ----------------------------- | ------------------ | ---------------------- |
| 2002               | Ballerup ( Dinamarca)         | Medalha de prata   | Keirin                 |
| 2004               | Melbourne ( Austrália)        | Medalha de ouro    | Keirin                 |
| 2005               | Los Angeles ( Estados Unidos) | Medalha de ouro    | Keirin                 |
| 2006               | Bordéus ( França)             | Medalha de prata   | Keirin                 |
| 2009               | Pruszków ( Polónia)           | Medalha de prata   | Keirin                 |
| 2011               | Apeldoorn ( Países Baixos)    | Medalha de bronze  | Keirin                 |
| Campeonato Europeu |                               |                    |                        |
| Ano                | Lugar                         | Medalha            | Competição             |
| 2010               | Pruszków ( Polónia)           | Medalha de ouro    | Velocidade por equipas |
| 2011               | Apeldoorn ( Países Baixos)    | Medalha de prata   | Keirin                 |

## Palmarés
- 2001
  - Campeã da Europa júnior em Velocidade
- 2003
  - Campeã da França em Velocidade 
  - Campeã da França de 500 metros contrarrelógio
- 2004
  - Campeã do mundo em Perseguição 
  - Campeã da Europa sub-23 em Keirin
  - Campeã da França em Velocidade 
  - Campeã da França de 500 metros contrarrelógio
- 2005
  - Campeã do mundo em Perseguição
  - Campeã da França em Velocidade
- 2006
  - Campeã da França em Velocidade 
  - Campeã da França de 500 metros contrarrelógio
- 2007
  - Campeã da França em Velocidade
- 2008
  - Campeã da França em Velocidade
- 2009
  - Campeã da França em Velocidade
- 2010
  - Campeã da Europa em Velocidade por equipas  (com Sandie Clair)
  - Campeã da França em Velocidade 
  - Campeã da França em Scratch
- 2011
  - Campeã da França em Velocidade 
  - Campeã da França em Scratch
- 2012
  - Campeã da França em Velocidade

### Resultados àCopa do Mundo
- 2005-2006
  -     - 1.ª em Manchester e Los Angeles, em Keirin
- 2008-2009
  -     - 1.ª em Cali, em Velocidade por equipas
    - 1.ª em Copenhaga, em Keirin
- 2010-2011
  -     - 1.ª na Classificação geral e à prova de Pequim, em Keirin
- 2011-2012
  -     - 1.ª em Astana, em Keirin